# Ochrilidia gracilis
Ochrilidia gracilis är en insektsart som först beskrevs av Krauss 1902.  Ochrilidia gracilis ingår i släktet Ochrilidia och familjen gräshoppor.

## Underarter
Arten delas in i följande underarter:
- O. g. gracilis
- O. g. nyuki